# San Fabián (Santa Fe)
San Fabián es una comuna y localidad de unos 1000 habitantes, situada en el departamento San Jerónimo (cuya cabecera es la ciudad de Coronda), en la provincia de Santa Fe (República Argentina).
Su actividad económica principal es la agricultura (soja, trigo y maíz) y la ganadería. 

## Ubicación
Se ubica en el km 402 de la Ruta Nacional 11

a 7 km al norte de la ciudad de Arocena

a 10 km al sur de la ciudad de Barrancas y

a 90 km al sur de la ciudad de Rosario.
Se encuentra en las coordenadas 32°8′9.71″ S 60°58′52.38″ O; próxima a la orilla derecha del río Coronda y de la laguna Coronda. 
Le corresponde el circuito judicial n.º 17 Coronda, junto con Arocena.

## Población
Cuenta con 1089 habitantes según censo 2022 , mostrando un incremento del 17,47% con respecto a los 927 habitantes (Indec, 2010), 
| Gráfica de evolución demográfica de San Fabián entre 1991 y 2022 |
|                                                                  |
| Fuente: Censos nacionales del INDEC                              |